# آیاریس
آیاریس (به اسپانیایی: Allariz) یک شهرداری در اسپانیا است.